# ウィリアム・ニコル

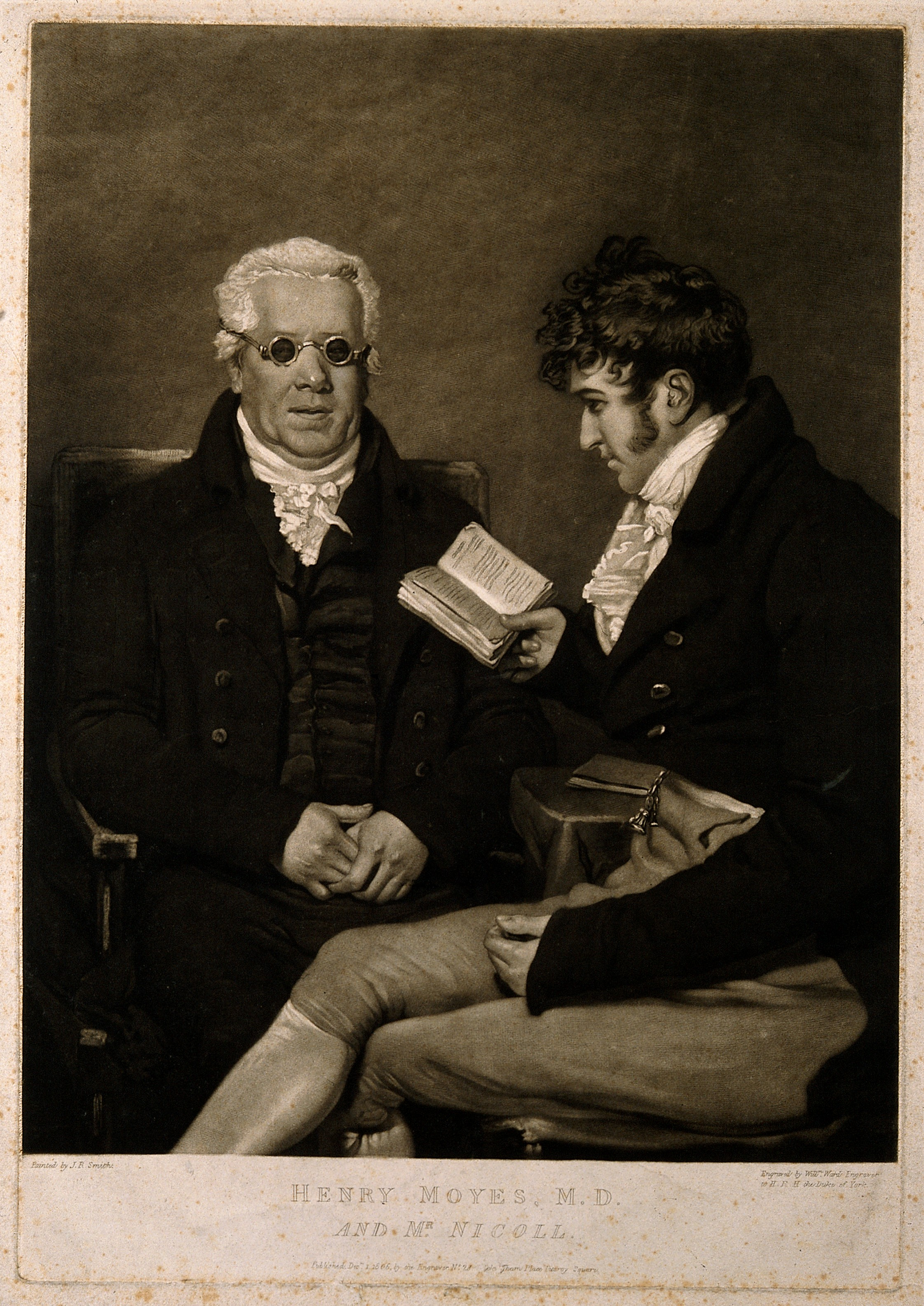
モイーズの助手として働くウィリアム・ニコル(右)

ニコルプリズムの原理図

ウィリアム・ニコル（William Nicol FRSE FCS 、1770年4月18日 - 1851年9月2日）はスコットランドの地質学者、物理学者である。直線偏光を得るための光学機器であるニコルプリズムを1828年に発明したことで知られる。

## 略歴

### 生い立ち
ウォルター・ニコルとマリオン・ファウラーの子として、スコットランド、イースト・ロージアンのハンビーに生まれる。教区台帳によると、1770年4月18日生まれで、4月22日に洗礼を受けた。 生年月日を1768年とする資料もあるが、墓碑を含め1766年とする資料もある。ただし、墓石の日付は、彼の死後少なくとも50年経ってから彫られたものであるため、正しくない可能性があることに注意。

## エディンバラ大学の講師に
叔父のヘンリー・モイーズは、科学哲学の巡回講師であったが、目が不自由であったため、化学と光学の実演の助手が必要であったために助手を務めることになり科学の世界に入った。ニコル自身も研究が認められて、モイーズが没した後の1808年に、エディンバラ大学の講師に任じられた。鉱物の結晶学を研究し、鉱物中の結晶水の研究や化石の微細構造の研究などを行った。ニコルは、エジンバラ大学でその分野の人気講師となり、エジンバラに定住して引退生活を送った。 彼の名を冠したプリズムの他にも、結晶中の流体包有物や化石木材の微細構造に関する広範な研究を行った 。

## ニコルプリズム
もっとも知られた業績であるニコルプリズムについての論文は1828年に発表された。複屈折を起こす性質をもつ方解石のうちでも無色透明な自形結晶のアイスランドスパー（氷州石、炭酸カルシウムが自然に透明に結晶したもの）と呼ばれる単結晶の平行六面体を、最短の対角線に沿った対角線の結晶面で切り出して2等分し、2つの半分それぞれをカナダバルサムで貼り合わせて作った。
光学軸に対する偏光方向の一方の物だけを透過させ、もう一方を界面で全反射させて、平面偏光を得る方法であり、偏光顕微鏡の偏光子として広く用いられるようになり、屈折と偏光の研究を大いに促進し、後に有機化合物の分子構造や光学活性を調べるのに使われた。

## 顕微鏡鉱物学
1815年頃、鉱物を透過光で顕微鏡観察するために、結晶や岩石の極めて薄い切片を作成する方法を開発し、化石化した木の微細構造を研究した。 研究対象の標本から切片を取り出しカナダバルサムで板ガラスに固着させた。 その後、石の切片がガラスに付着して薄い透明から半透明の層になるまで露出面を完全に平らに研磨して必要な透明度を得た。 彼の薄切片作成技術は、反射光ではなく透過光で鉱物サンプルを見ることを可能にし、鉱物の内部構造を見ることを可能にした。 ニコルは化石や最近の木材のスライスを大量に用意した。 これらの多くはヘンリー・ウィザムの『化石植物の観察』（1831年）に記載されており、ニコルはこのプロセスに関する最初の出版物を提供した。

## 死と遺産
彼は1851年9月2日、エディンバラの自宅、インヴァーレイス・テラス4番地（現在はインヴァーレイス・テラス12番地に改番）で亡くなり、[1] ウォリストン墓地に埋葬された。彼の埋葬地は現在、封印された東門の北側、東側の壁に銘板で示されている。
ニコルが亡くなった後、彼の器具と標本はアレクサンダー・ブライソンに引き継がれ、ブライソンはコレクションに多くの追加を行い、ディヴィッド・ブリュースターとニコルによってずっと以前に記述されていた液体を含む空洞を展示する目的で、鉱物と岩石の多数の薄片を作成した。
プリズムに加えて、月の海のリンクルリッジ(地形)の名ドーサム・ニコルや東南極コートランドにある岩の露頭ニコル・クラッグスもニコルに因んで名付けられた。